# Gymnophthalmus pleii
Gymnophthalmus pleii är en ödleart som beskrevs av  Bocourt 1881. Gymnophthalmus pleii ingår i släktet Gymnophthalmus och familjen Gymnophthalmidae. IUCN kategoriserar arten globalt som starkt hotad. Inga underarter finns listade i Catalogue of Life.